# Rudolf Ferdinand von Salburg
Rudolf Ferdinand Graf von Salburg (* 1732 in Linz; † 19. April 1806 in Wien) war Generalmajor, er entstammte dem Oberösterreichischen Adelsgeschlecht Salburg.

## Leben und Familie
Rudolf Ferdinand war der Sohn von Norbert Anton Oswald Graf von Salburg und Jakobina Gräfin von Thürheim. 1759 wurde er Oberstleutnant, 1774/1775 Generalmajor. Rudolf war zuletzt Flügeladjutant bei Feldmarschall Erzherzog Ferdinand.
Rudolf Ferdinand ehelichte am 27. März 1778 Maria Anna Kinsky, Tochter des Fürsten Franz Ulrich von Kinsky, die Ehe blieb kinderlos.